# Sébastien Destremau
Pour les articles homonymes, voir Destremau.
Sébastien Destremau, né le 24 août 1964 à Plancoët (Côtes-d'Armor) est un navigateur et un skipper français. Il a participé au Vendée Globe 2016-2017 : sur 29 concurrents, il termine 18e (et dernier classé). Il a dû abandonner lors du Vendée Globe 2020-2021. 

## Biographie
Sébastien Destremau est un journaliste sportif spécialisé dans la voile, et skipper licencié au club de Toulon. Il est l'arrière petit-fils du lieutenant de vaisseau Maxime Destremau et le petit-neveu de Bernard Destremau.
En 2009, il crée le journal de la voile Destopnews retraçant l'actualité quotidienne de la voile sportive diffusé sur la chaîne SailingNewsTV, qu'il enregistre en anglais et en français. Le journal sera traduit en neuf langues. 
Lors du Vendée Globe 2012-2013, qu’il commente pour une chaîne de télévision, il décide qu’il prendra le départ du Vendée Globe 2016-2017. Il fait en 2015 l'acquisition d'un IMOCA60 (ex-Gartmore-Explora) de 1998 qu'il baptise FaceOcean. Malgré un financement plus que modeste et un démâtage accidentel le 31 août 2016 il parvient à prendre le départ le 6 novembre 2016. Il termine la course en 18e et dernière position, après plus de 124 jours de course, 50 jours après le vainqueur Armel Le Cleac'h. Il en fait le récit dans son livre Seul au monde, paru chez XO éditions.
En 2018, sur le même monocoque, rebaptisé AlcatrazIT-FaceOcean, il participe à la Route du Rhum en catégorie Rhum Mono et non IMOCA. Lors de cette course, une collision entre AlcatrazIT et Ariel II (mené par Ari Huusela) se produit le 13 novembre en pleine nuit. Les deux skippers ont pu réparer les dégâts et poursuivre la course. Sébastien Destremau obtient finalement la 2e place dans la catégorie Rhum Mono.
En 2017, le dessinateur Serge Fino entreprend d'adapter le récit du livre Seul au Monde en bande dessinée. Le premier volume, Chanteloube, sort le 28 août 2019 aux éditions Glénat.
L'absence de quille pendulaire sur FaceOcean empêchant sa participation au Vendée Globe 2020, Destremau fait l'acquisition d'un IMOCA à quille pendulaire, l'ex-Foresight Natural Energy skippé par Conrad Colman lors du précédent Vendée Globe. Il baptise ce nouveau bateau Merci. À son bord, il participe au Vendée-Globe 2020-2021. Pendant la plus grande partie de la course, il occupe le classement entre les vingt-cinquième et trentième place, puis est contraint à l'abandon le 16 janvier 2021, au large de la Nouvelle-Zélande, à la suite d'une accumulation d'avaries. Sa quille hydraulique, son bout-dehors et notamment son pilote automatique sont défaillants. Les réparations qu'il met en œuvre ne suffisent pas pour poursuivre raisonnablement dans l'océan Pacifique.

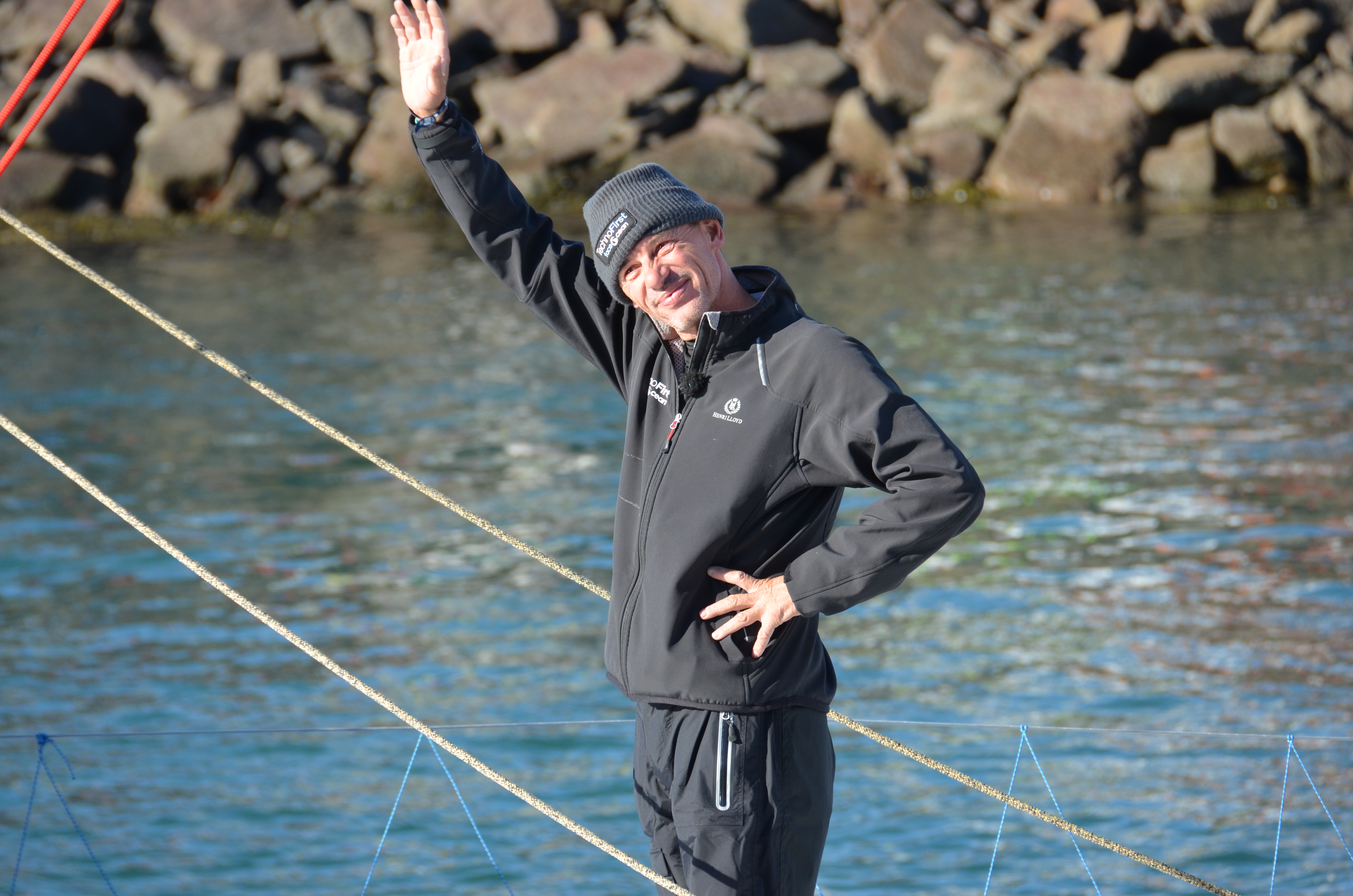
Sebastien Destremau au départ du Vendée Globe 2016-2017
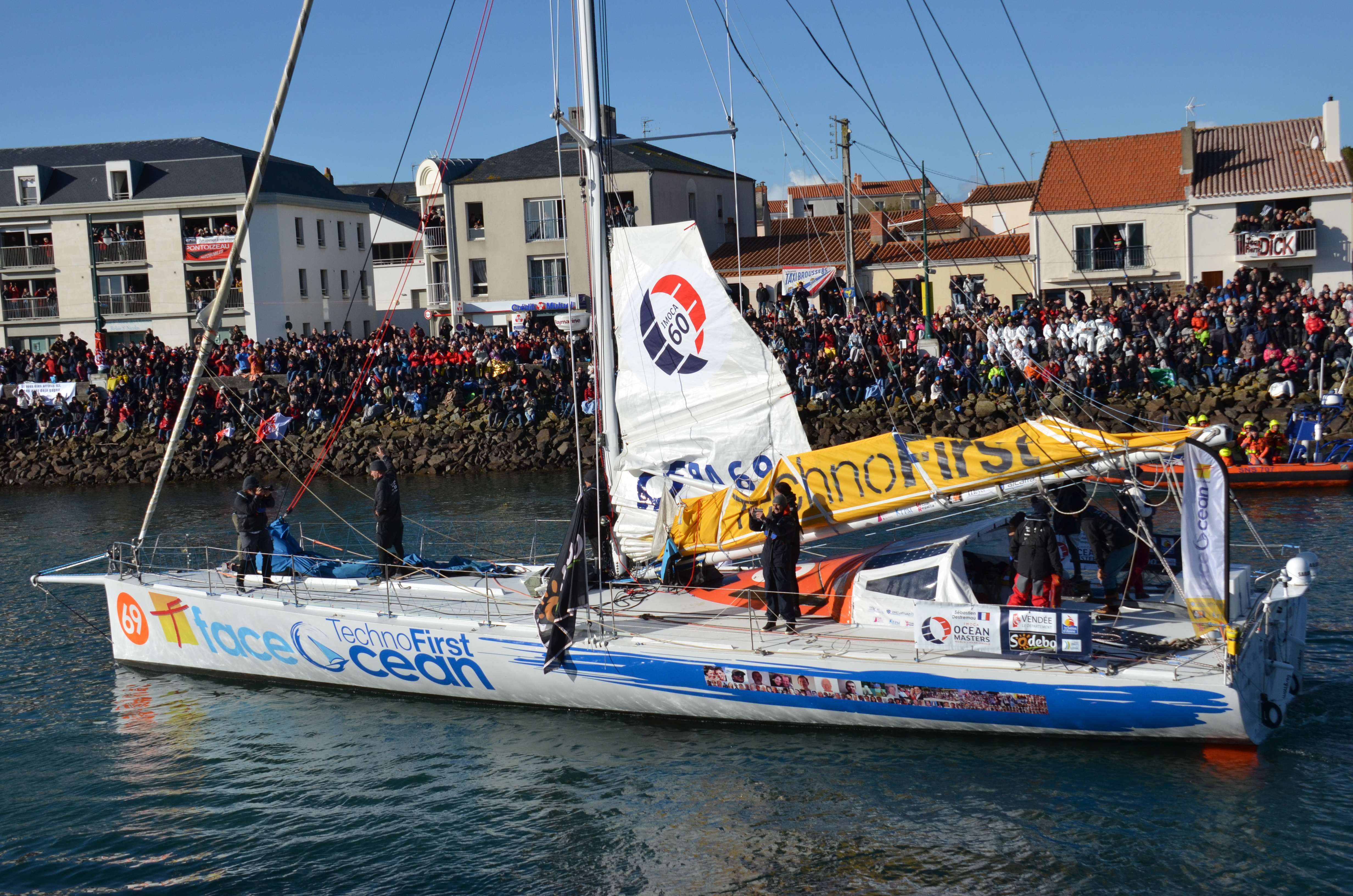
Sebastien Destremau au départ du Vendée Globe 2016-2017
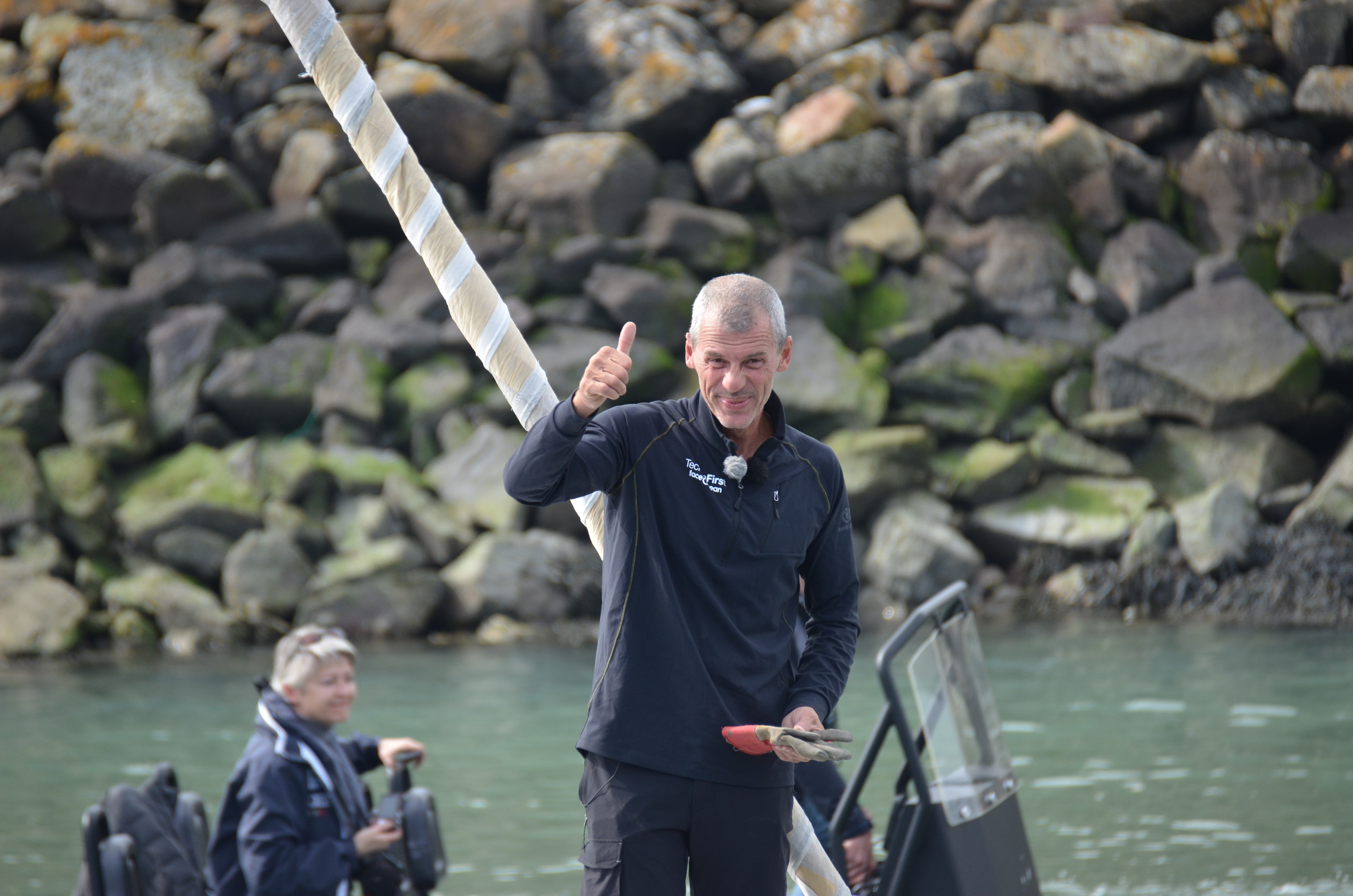
Sébastien Destremau à l'arrivée du Vendée Globe 2016-2017
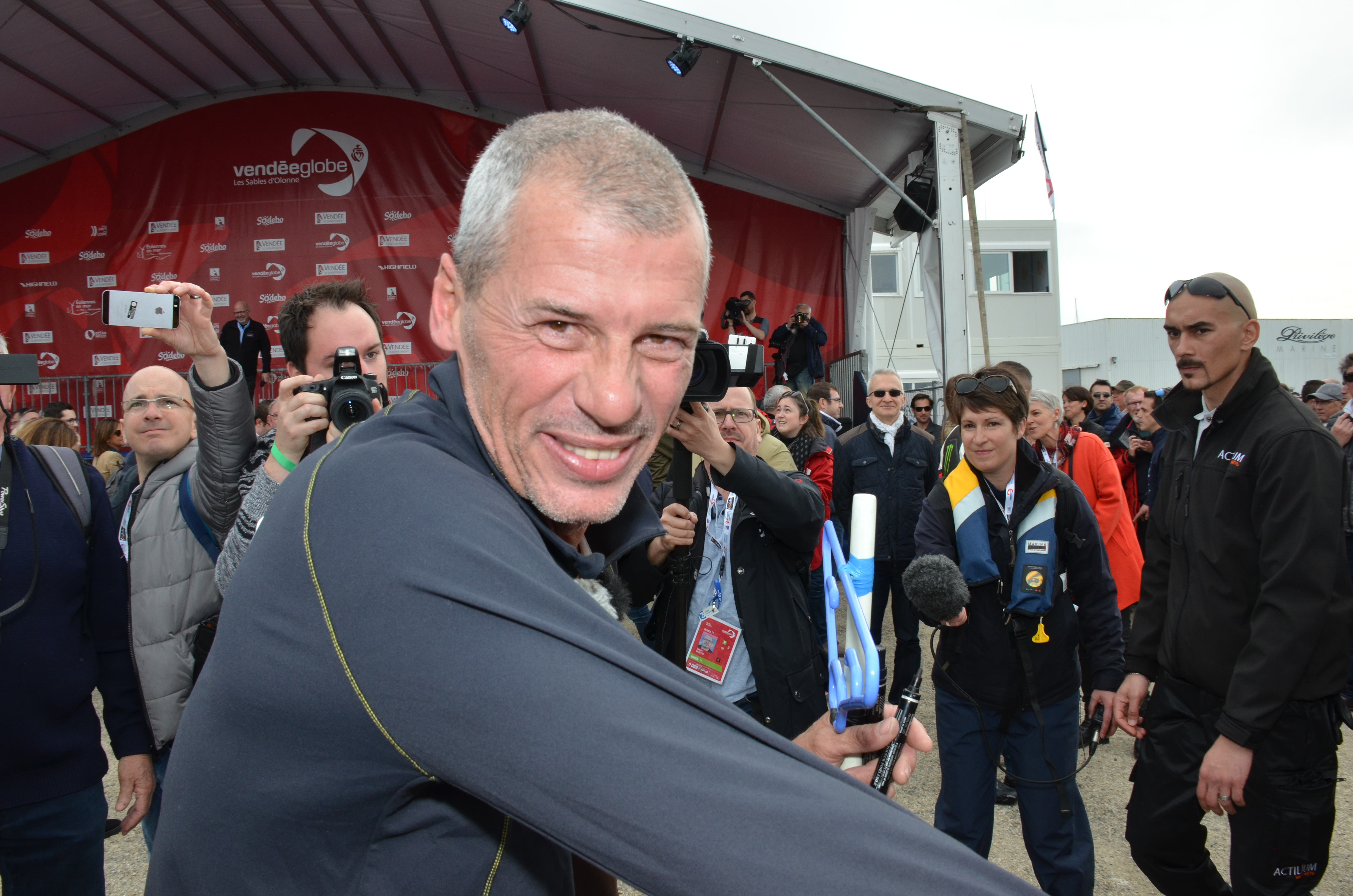
Sébastien Destremau à l'arrivée du Vendée Globe 2016-2017
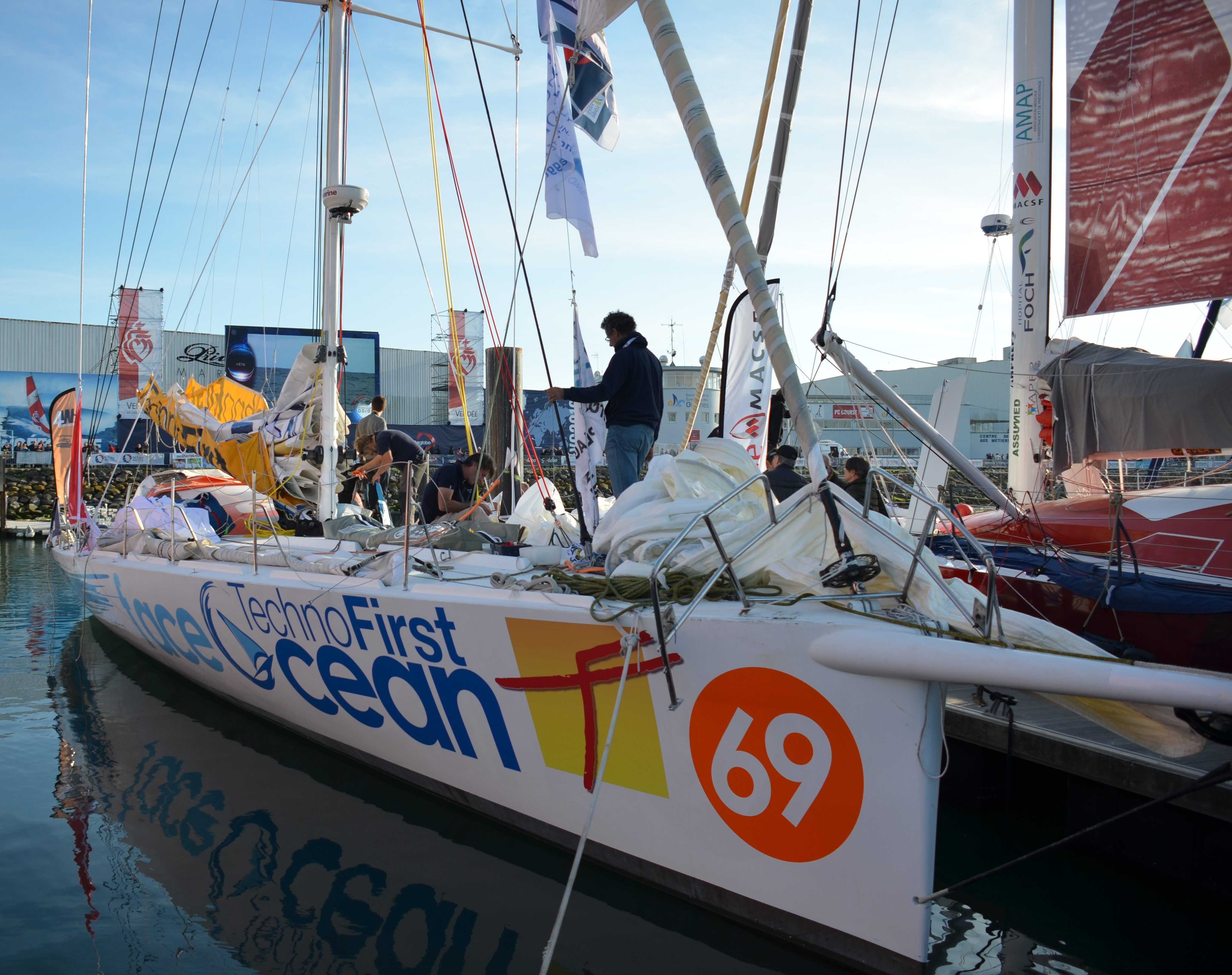
TechnoFirst-FaceOcean

## Palmarès
- 1996 :
  - vainqueur du Tour de France à la voile sur Édouard Leclerc – Région SCASO avec Vincent Fertin et Paul Cayard
- 1997-1998 :
  - participation à la Volvo Ocean Race
- 1998 :
  - vainqueur de la Sydney-Hobart sur Ausmaid dans sa catégorie ; 3e au classement général[9]
- 2016 :
  - vainqueur de la Calero Solo transat
- 2017 :
  - 18e du Vendée Globe à bord du 60 pieds IMOCA TechnoFirst-FaceOcean (29 inscrits), en 124 jours, 12 heures, 38 minutes et 18 secondes
- 2018 :
  - 2e de la Route du Rhum - Destination Guadeloupe en catégorie Rhum Mono (17 inscrits), sur Alcatraz It - Faceocean en 17 jours, 7 heures, 25 minutes et 44 secondes ; 25e au classement général

### Autres
- Six titres de Champion du Monde
- 5 campagnes de la Coupe de l'America
- 1 Préparation Olympique (JO de Barcelone)

## Publications
- 2017 : Seul au monde, XO Editions, 8 juin 2017  (ISBN 978-2-37448-008-4)
- 2019 : Seul au monde, adaptation du livre en bande dessinée par Serge Fino, aux éditions Glénat[10].
- 2021 : Retour en enfer, XO Editions, 6 mai 2021  (ISBN 2374482723)

## Titres musicaux
- 2017 : Bienvenue au bureau, chanson co-écrite avec FX Raffenne pendant le Vendée Globe 2016-2017.
- 2018 : Ouvrez vos écoutilles[11], slam co-écrit avec Bruno Gillet pendant la Route du Rhum 2018.

## Prix et distinctions
- Il remporte le 9e Prix du jury du Festival Terres d'Ailleurs (20-24 novembre 2018) pour son livre Seul au Monde.
- Il est élu sportif varois de l'année 2018 par les lecteurs du journal Var-Matin[12].